# 17 Brygada Zmechanizowana

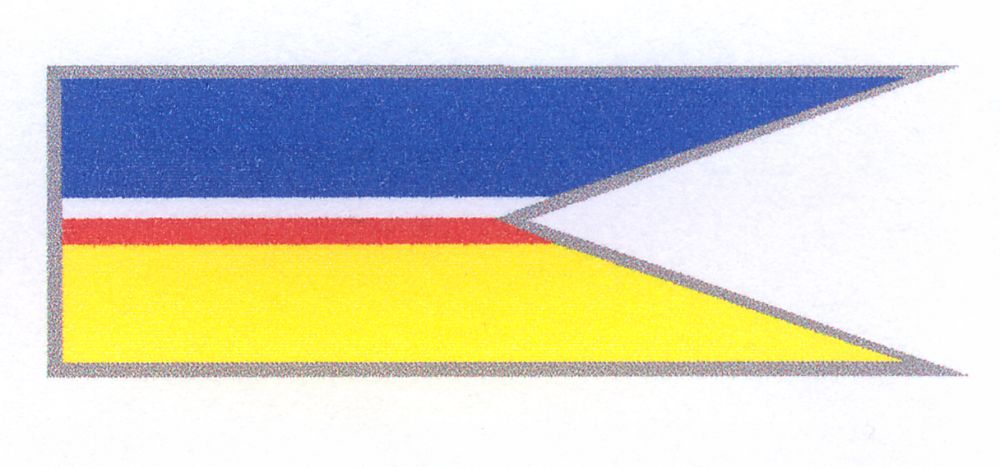
Proporczyk na beret

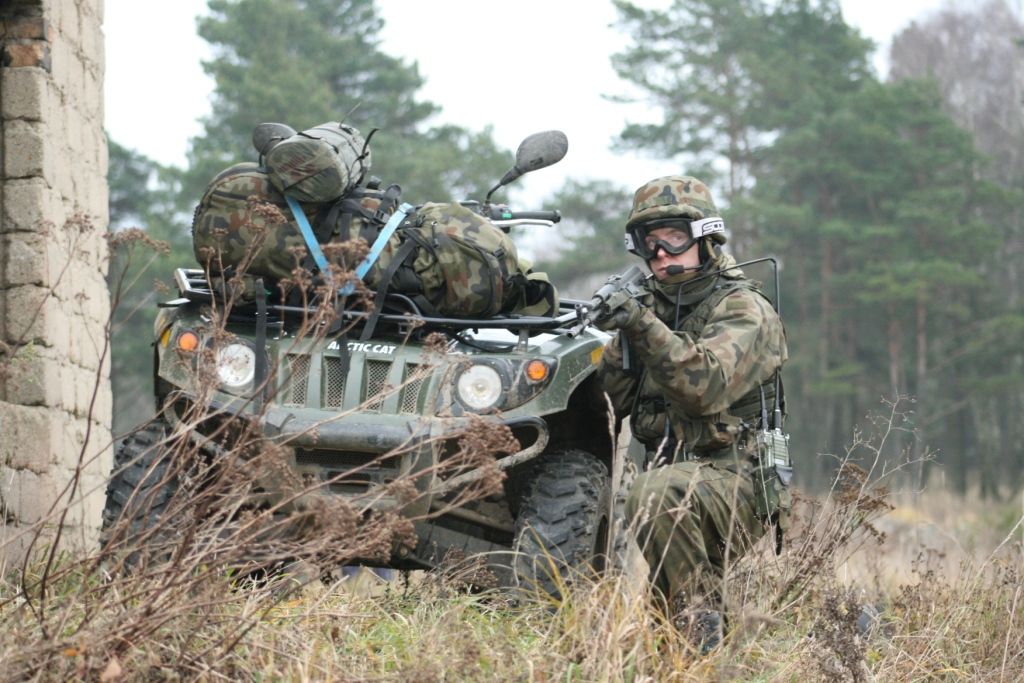
Ćwiczenia pododdziału rozpoznawczego

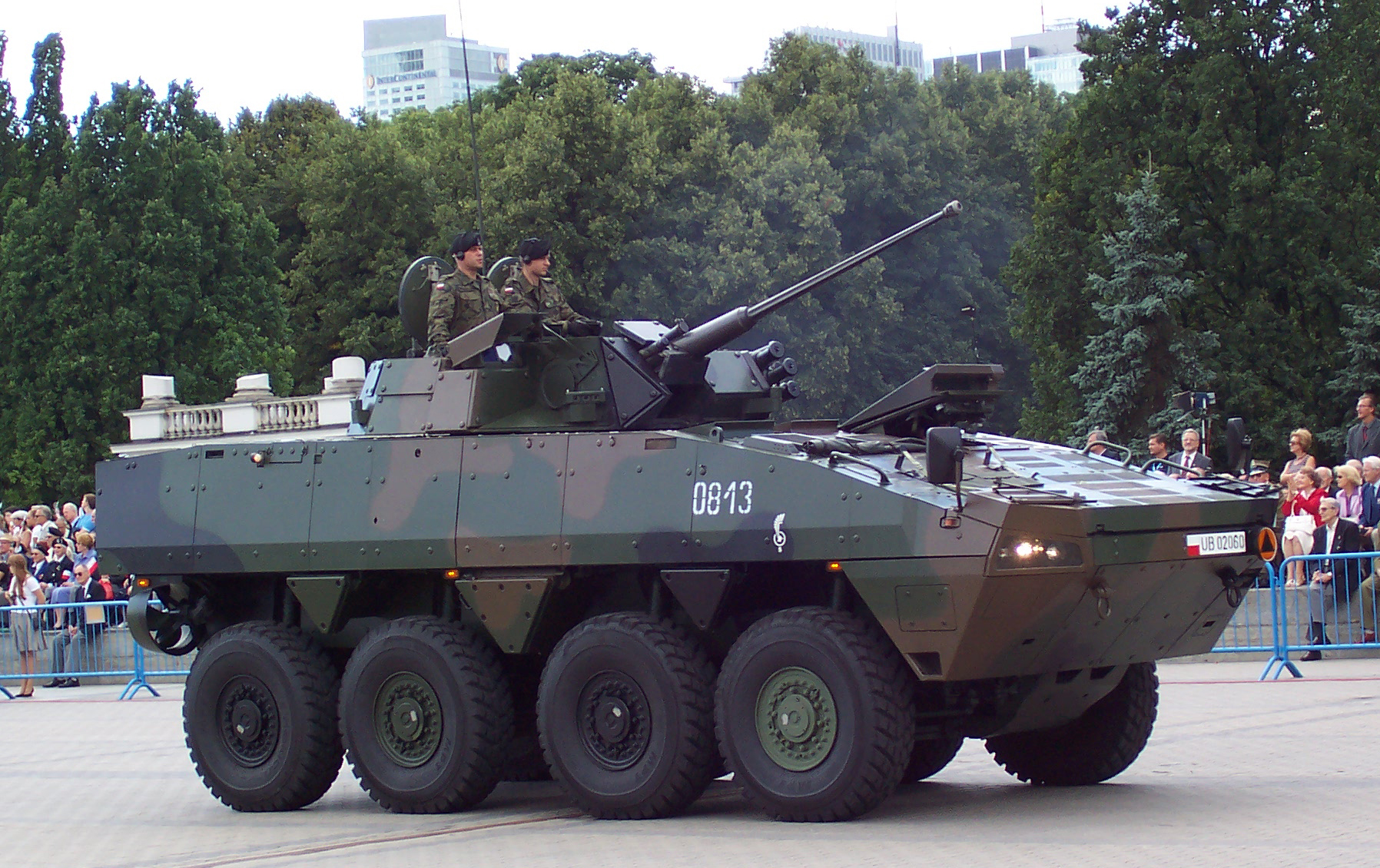
KTO Rosomak z 17 WBZ podczas defilady w Warszawie

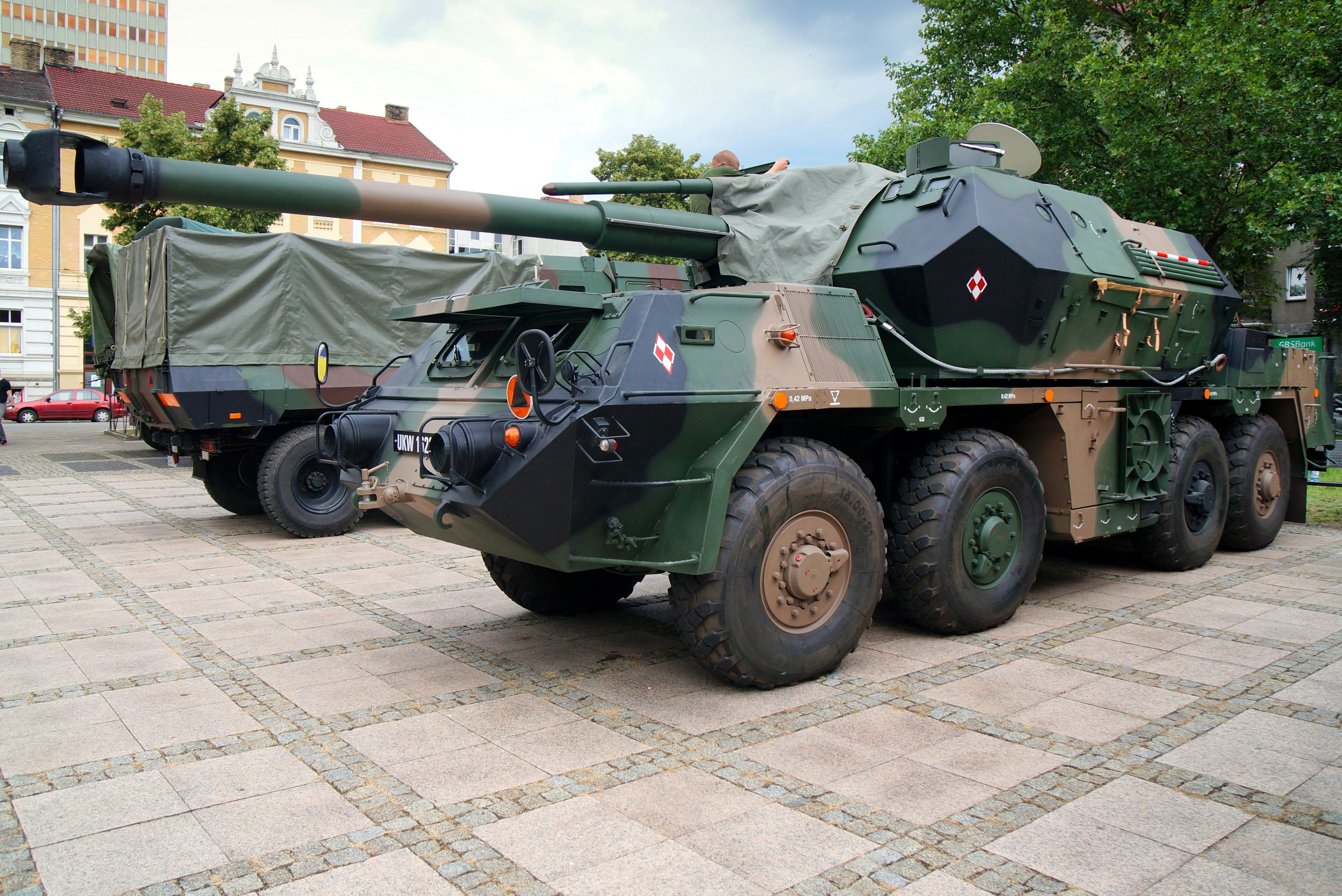
Armatohaubica „Dana” z 17 WBZ podczas Dni NATO w Gorzowie Wlkp.

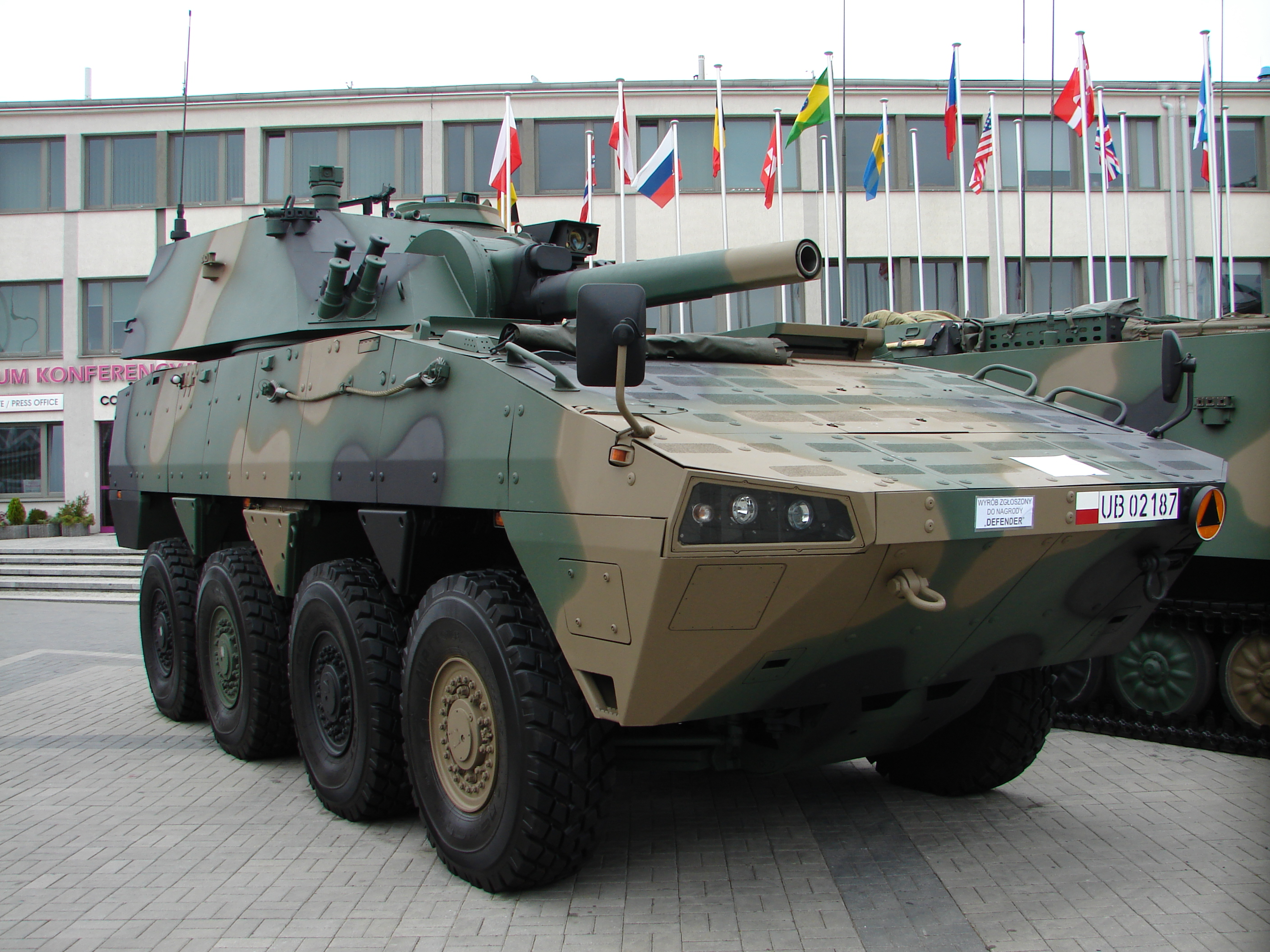
120mm Moździerz Rak

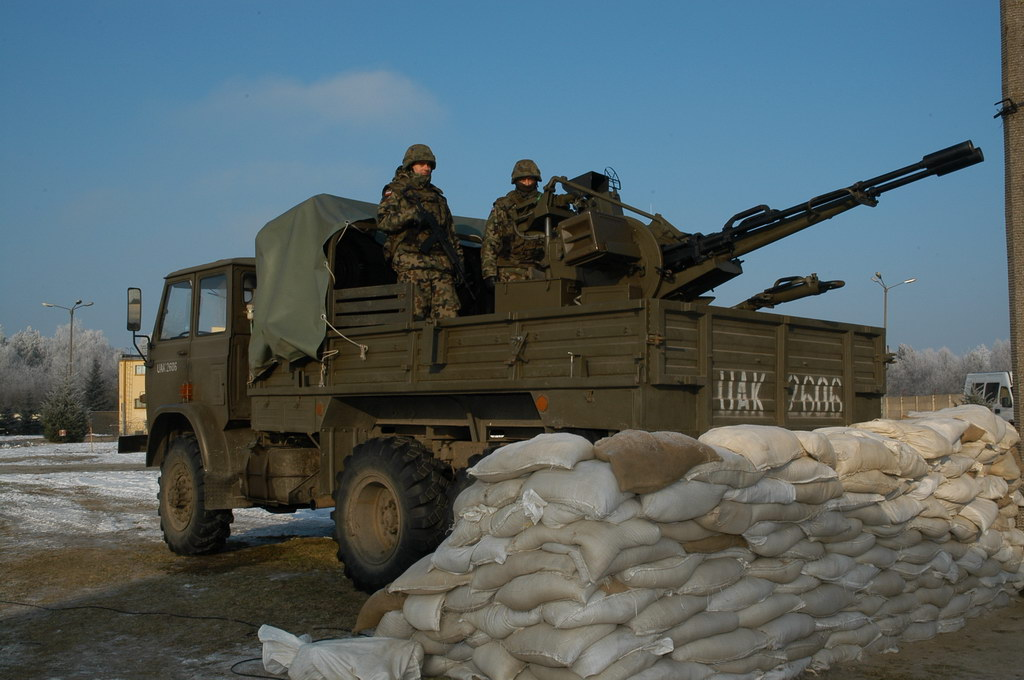
ZU-23-2 – Hibneryt

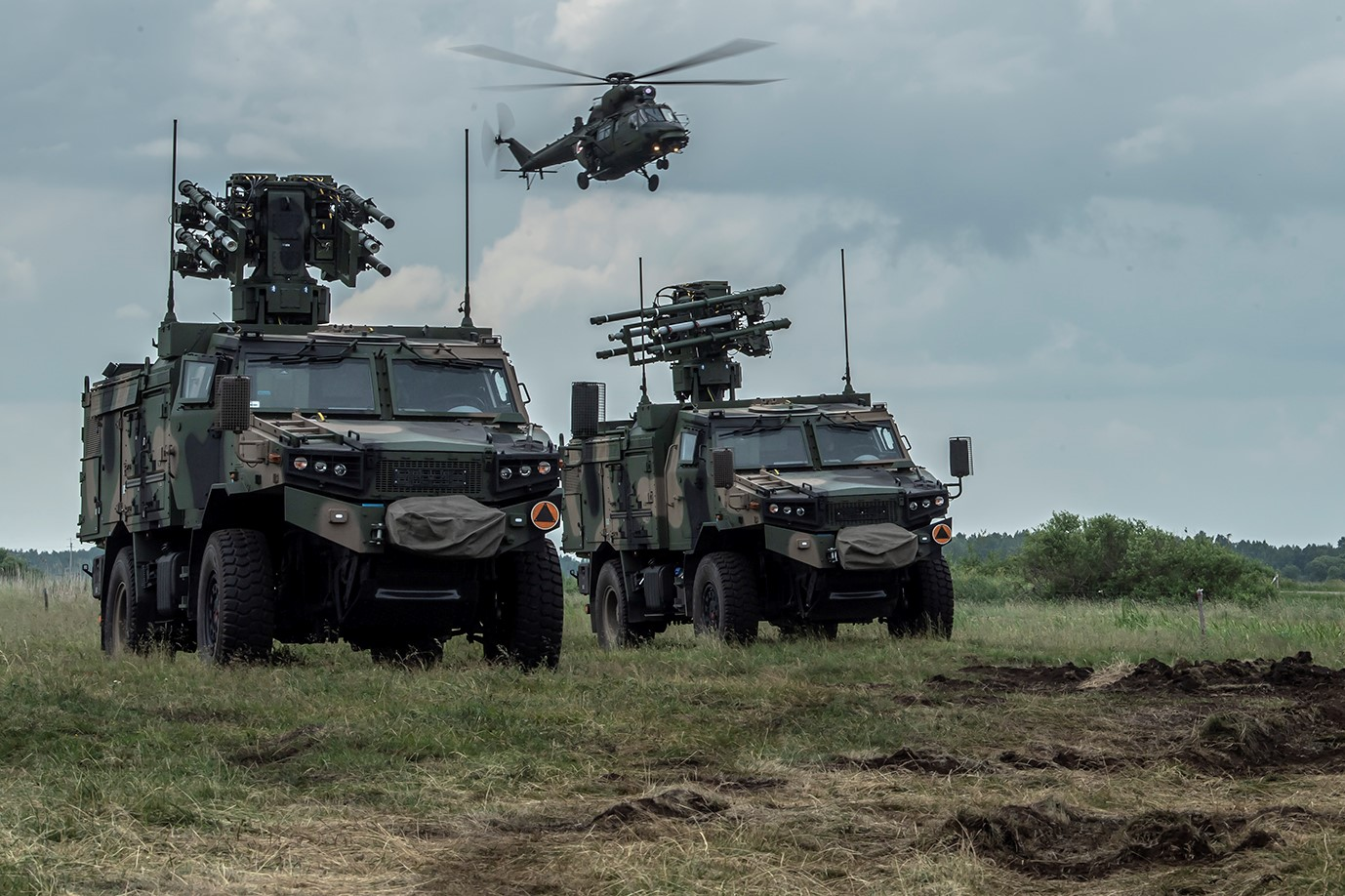
SPZR Poprad

17 Wielkopolska Brygada Zmechanizowana im. gen. broni Józefa Dowbor-Muśnickiego (17 BZ, 17 WBZ; Cyfrowa Brygada) – związek taktyczny Wojska Polskiego.

## Formowanie i zmiany organizacyjne
Brygada została sformowana w 1996 roku na bazie 17 Pułku Zmechanizowanego, jako jednostka 4 Lubuskiej Dywizji Zmechanizowanej. W 2001 roku, po rozformowaniu 4 DZ, brygada została włączona w skład 11 Lubuskiej Dywizji Kawalerii Pancernej.
17 BZ wywodzi się bezpośrednio z 17 Pułku Piechoty, który został sformowany w lipcu 1944 roku i brał udział w ramach 5 Dywizji Piechoty 2 Armii Wojska Polskiego w walkach m.in. pod Budziszynem i w operacji praskiej. W listopadzie 1945 roku pułk przybył do Międzyrzecza. W 1957 roku, w wyniku redukcji Wojska Polskiego, pułk podporządkowany został dowódcy 4 Pomorskiej Dywizji Piechoty, a w 1962 roku przeformowany w 17 Pułk Zmechanizowany.
28 kwietnia 2011 roku w Krośnie Odrzańskim dowódca 11 DKPanc, gen. dyw. Mirosław Różański przekazał, a pełniący obowiązki dowódcy 17 BZ, płk Tomasz Domański przyjął w podporządkowanie 5 bsap.
Brygada należy do najnowocześniejszych jednostek wojsk lądowych. Jako pierwsza otrzymała na uzbrojenie KTO Rosomak.

## Tradycje brygady i jej pododdziałów
17 BZ dziedziczy tradycje następujących jednostek WP:
- 3 Dywizji Strzelców Wielkopolskich – 1919–1939,
- 17 Wielkopolskiej Dywizji Piechoty – 1919–1939,
- 68 Pułku Piechoty Wielkopolskiej – 1919–1939,
- 69 Pułku Piechoty Wielkopolskiej – 1919–1939,
- 70 Pułku Piechoty Wielkopolskiej – 1919–1939,
- 17 Pułku Piechoty – 1944–1957,
- 17 Drezdeńskiego Pułku Zmechanizowanego im. chor. Józefa Ceronika – 1957–1996.

Decyzją nr 27/MON z 20 marca 1996 roku brygada otrzymała nazwę wyróżniająca Wielkopolska. Jednocześnie ustanowiono patrona, którym został gen. broni Józef Dowbor-Muśnicki.
Po rozformowaniu 15 Wielkopolskiej Brygady Kawalerii Pancernej na mocy decyzji Ministra Obrony Narodowej nr 171/MON z 12 maja 2006 roku 17 Brygada Zmechanizowana przejęła ponadto tradycje następujących jednostek:
- Brygady Kawalerii Narodowej Wielkopolskiej 1776–1789,
- 1 Wielkopolskiej Brygady Kawalerii Narodowej 1789–1794,
- 2 Wielkopolskiej Brygady Kawalerii Narodowej 1789–1794,
- jazdy wielkopolskiej Księstwa Warszawskiego,
- jazdy wielkopolskiej z okresu powstania listopadowego i Wiosny Ludów,
- Brygady Jazdy gen. Edmunda Taczanowskiego z okresu powstania styczniowego,
- I Brygady Jazdy Wielkopolskiej 1919,
- VII Brygady Jazdy Wielkopolskiej 1921–1924,
- Brygady Kawalerii „Poznań” 1929–1937,
- Wielkopolskiej Brygady Kawalerii 1937–1939,
- 3 (później 14)Wielkopolskiej Brygady Pancernej 1944–1947,
- 15 Wielkopolskiej Brygady Kawalerii Pancernej im. gen. broni Władysława Andersa 1996–2006.

Pododdziały 17 Brygady przejęły barwy i tradycje następujących jednostek:
- batalion czołgów przejął barwy i tradycje 15 Pułku Ułanów Poznańskich przyjmując jednocześnie nazwę 15 batalion Ułanów Poznańskich im. gen. broni Władysława Andersa,
- 2 Batalion Piechoty Zmotoryzowanej przejął barwy i tradycje 7 Pułku Strzelców Konnych Wielkopolskich przyjmując nazwę 7 Batalion Strzelców Konnych Wielkopolskich,
- dywizjon artylerii samobieżnej przejął barwy i tradycje 7 Dywizjonu Artylerii Konnej Wielkopolskiej przyjmując nazwę 7 dywizjon Artylerii Konnej Wielkopolskiej.

29 sierpnia 2008 roku 1 Batalion Piechoty Zmotoryzowanej otrzymał imię płk dypl. Beniamina Piotra Kotarby i nazwę wyróżniającą „Ziemi Rzeszowskiej” oraz przyjął dziedzictwo tradycji 17 Pułku Piechoty Ziemi Rzeszowskiej.
24 kwietnia 2010 roku batalion dowodzenia 17 BZ przyjął dziedzictwo tradycji 2 Pułku Strzelców Wielkopolskich i 56 Pułku Piechoty Wielkopolskiej (1919–1939), otrzymał nazwę wyróżniającą „Strzelców Wielkopolskich” i imię por. Jana Rzepy.
14 marca 2013 roku sekretarz stanu Czesław Mroczek działając z upoważnienia ministra obrony narodowej nadał kompanii rozpoznawczej nazwę wyróżniającą „Ułanów Wielkopolskich” oraz polecił przejąć i z honorem kultywować dziedzictwo tradycji 17 Pułku Ułanów Wielkopolskich im. Króla Bolesława Chrobrego (1919–1939). Uroczystość przejęcia tradycji miała miejsce 20 czerwca 2013 roku.
Decyzją nr 230/MON Ministra Obrony Narodowej z dnia 20 czerwca 2015 roku dywizjon artylerii przeciwlotniczej przejmuje i z honorem kultywuje dziedzictwo tradycji:
- 7. Samodzielnej Baterii Artylerii Przeciwlotniczej (1924-1926);
- 7. Samodzielnego Dywizjonu Artylerii Przeciwlotniczej (1926-1939).

Decyzją Ministra Obrony Narodowej Antoniego Macierewicza z 13 czerwca 2017 roku batalion logistyczny otrzymał imię pułkownika Arnolda Szyllinga.

## Struktura organizacyjna
- dowództwo i sztab – Międzyrzecz
- batalion dowodzenia Strzelców Wielkopolskich im. por. Jana Rzepy (kompanie łączności, ochrony i regulacji ruchu, pluton chemiczny) – Międzyrzecz
- 1 Batalion Piechoty Zmotoryzowanej Ziemi Rzeszowskiej im. płk. dypl. Beniamina Piotra Kotarby – Międzyrzecz
- 7 Batalion Strzelców Konnych Wielkopolskich (2 batalion piechoty zmotoryzowanej) – Wędrzyn
- 15 Batalion Ułanów Poznańskich im. gen. broni Władysława Andersa (batalion czołgów, w 2007 r. przeformowany w 3 batalion zmotoryzowany) – Wędrzyn
- 7 Dywizjon Artylerii Konnej Wielkopolskiej (dywizjon artylerii samobieżnej) – Wędrzyn
- 5 Kresowy Batalion Saperów w Krośnie Odrzańskim (od 28 IV 2011)
- kompania saperów – Wędrzyn
- kompania rozpoznawcza „Ułanów Wielkopolskich” – Międzyrzecz
- batalion logistyczny im. płk. Arnolda Szyllinga – Międzyrzecz
- 17 Grupa Zabezpieczenia Medycznego (JW 2711) – Międzyrzecz
- wojskowa straż pożarna – Międzyrzecz
- 7 Dywizjon Artylerii Przeciwlotniczej – Wędrzyn

## Uzbrojenie i wyposażenie brygady
Brygada była pierwszą jednostką Wojska Polskiego wyposażoną w nowo zakupione transportery opancerzone Patria AMV 8×8 „Rosomak”.
1 Batalion Piechoty Zmotoryzowanej uzbrojony jest w KTO Rosomak, 2 i 3 Batalion Piechoty Zmotoryzowanej w BWP-1 i KTO Rosomak, kompanie wsparcia w samobieżne moździerze 120 mm Rak, dywizjon artylerii w samobieżne armatohaubice wz. 1977 „Dana”, kompania rozpoznawcza w KTO Rosomak i quad ARCTIC CAT, dywizjon przeciwlotniczy w zestawy Grom, ZU-23-2 Hibneryt i SPZR Poprad, system dowodzenia i kierowania ogniem Łowcza-Rega oraz stacje radiolokacyjne NUR-22 i ZDPSR Soła.

## Dowódcy
- mjr Mirosław Waliszewski (1995–1999)[10]
- mjr Mirosław Różański (1999–2002)[10]
- płk Kazimierz Jaklewicz (2002–2005)[10]
- gen. bryg. Mirosław Różański (2005–2008)[10]
- gen. bryg. Sławomir Wojciechowski (2008–2012)[10]
- gen. bryg. Rajmund Andrzejczak (2012–2014)[10]
- gen. bryg. Andrzej Kuśnierek (2014–2015)[10]
- płk Piotr Malinowski (2015–2018)[10]
- płk[11]/gen. bryg. Robert Kosowski (2018[10]–2020)[12]
- płk Wojciech Ziółkowski (2020–2021)[13]
- płk/gen. bryg.[14] Dariusz Kosowski (2021[15]–2022)[16]
- płk/gen. bryg.[17] Sławomir Kocanowski (od 2022)[18]

## Działania poza granicami kraju
- Brygada wystawiała batalion (2 Grupę Bojową) do wykonywania zadań bojowych podczas II zmiany PKW Irak w 2004 r. (stacjonowali w Karbali i Babilonie) – podczas niej kompania rozpoznawcza pod dowództwem kpt. Grzegorza Kaliciaka stacjonująca w Karbali odznaczyła się obroną ratusza w trakcie powstania Muqtady al-Sadra – i IV zmiany (stacjonowali w Diwaniji pod dowództwem ppłk. Sławomira Rudkowskiego) w 2005;
- Podczas VIII zmiany PKW Irak (2007) 17 BZ była jednostką ramową, wydzielającą większość sił kontyngentu (m.in. dowództwo 1 Brygadowej Grupy Bojowej i 1 Grupę Bojową);
- Pododdziały tego związku taktycznego w latach 2007–2008 tworzyły Polską Grupę Bojową PKW Afganistan.
- W 2011 roku, brygada stanowiła trzon IX zmiany PKW Afganistan.